# Kick Buttowski
Kick Buttowski pe scurt KB este un serial animat difuzat pe Disney XD, în România pe Disney Channel România. Serialul a avut premiera în România pe data de 13 noiembrie 2010. Serialul a fost creat de Sandro Corsaro.
Kick Buttowski (cunoscut anterior ca Kid Knievel) este o producție Disney XD, despre un tânăr băiat Clarence "Kick" Buttowski, care își propune să devină cel mai mare aventurier din toată lumea.

## Istorie
- Povestea se bazează pe un cartier special, lucruri comune și plictisitoare, unde locuiește Kick Buttowski, un băiat neobișnuit care trăiește viața la maxim. Încă din copilărie el s-a mutat cu familia sa în Peach Creek. Și din momentul în care a sosit, strada nu a fost niciodată ca înainte. Kick practică cele mai multe sporturi extreme: skateboarding, camion monstru, surf, snowboard, etc....Numele lui real este Clarence Francis Buttowski, porecla lui fiind Kick Buttowski.

## Personaje

### Personaje principale
- Clarence Francis Buttowski: protagonist, un acrobat începător, caută emoții puternice. El are 13 ani. Scopul său cel mai mare în viață este să trăiască în fiecare zi ca în propiul său film de acțiune . Este destul de mic și se îmbracă ca un cascador tipic, un costum alb cu dungi roșii în mijloc, o cască albă cu o dungă roșie, cizme și mânuși galbene. Unele dintre frazele sale notabile este It's Showtime,; Ah, Supe; Chimichanga! Pentru vârsta lui are o voce groasă.
- Gunther Magnuson: este cel mai bun prieten al lui Kick.

### Personaje secundare
- Honey Buttowski: Este mama lui Kick.
- Harold Buttowski: Este tatăl lui Kick.
- Magnus Magnuson: Este tatăl lui Gunther.
- Helga Magnuson: Este mama lui Gunther.
- Bjorgen: Este unchiul lui Gunther.
- Billy Cascadorul: Este idolul lui Kick. Îi lipsește un braț pe care îl are așa de când s-a născut.
- WEID: Este un om ce lucrează la "Mâncare și reparații".Este unul din prietenii lui Kick.
- Cail: Este vărul lui Kick.Mereu vorbește mult și nu se poate abține din asta.
- Ronaldo: Sau "întunecatul" cum zice familia Magnuson este un băiat geniu ce îl urăște pe Kick
- Candel: Este colega de clasă a lui Kick și iubita lui Ronaldo.
- 'Doamna Cicarelli:Este vecina lui Kick. Ea urăște copiii.
- Oscar: Este câinele Doamnei Cicarelli.
- Jakei: Este fana lui Kick.
- Horas: Este ajutorul lui Brad Buttowski.
- Pensi: Este al doilea ajutor al lui Brad Buttowski. Poartă ochelari 3D.